# Station Pogorzelice
Station Pogorzelice is een spoorwegstation in de Poolse plaats Pogorzelice.